# Fronteira Quénia–Uganda
A fronteira entre Quénia e Uganda é a linha que limita os territórios do Quénia e do Uganda. De norte para sul, começa na tríplice fronteira de ambos os países com o Sudão do Sul, a nordeste do Parque Nacional do Vale de Kidepo, passa pelo monte Elgon e termina na costa nordeste do lago Vitória.

## História
Uma breve crise ocorreu entre os dois países em dezembro de 1987 pelo transporte de produtos ugandenses através da fronteira. Foi rapidamente encerrada pelas autoridades quenianas. Os incidentes teriam matado quinze ugandenses antes que os presidentes Daniel arap Moi e Yoweri Museveni se reunissem em Malaba para elaborar medidas para acabar com a crise e reabrir a fronteira.
Migingo, uma ilha no Lago Vitória, foi o centro de uma disputa entre os dois países entre 2008 e 2009. Considerada queniana desde 1926, foi reivindicada por Uganda para se beneficiar dos lucrativos direitos de pesca associados. Esta disputa foi decidida em favor do Quênia.